# Пінтадо
Пінта́до (Daption capense) — вид буревісникоподібних птахів родини буревісникових (Procellariidae). Мешкає в Південній півкулі. Це єдиний представник монотипового роду Пінтадо (Daption).

## Опис

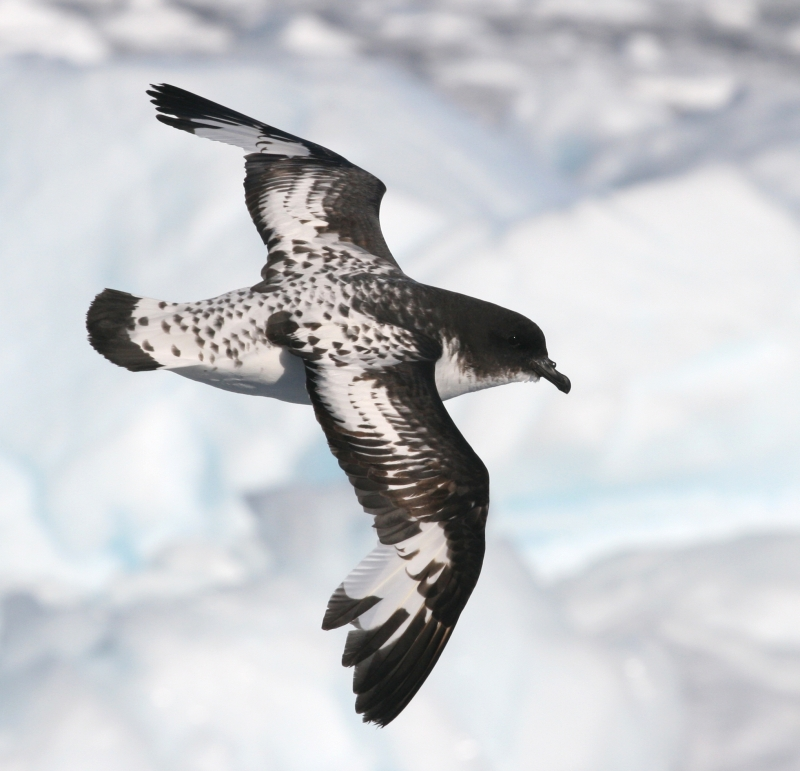
Пінтадо (підвид D. c. capense)

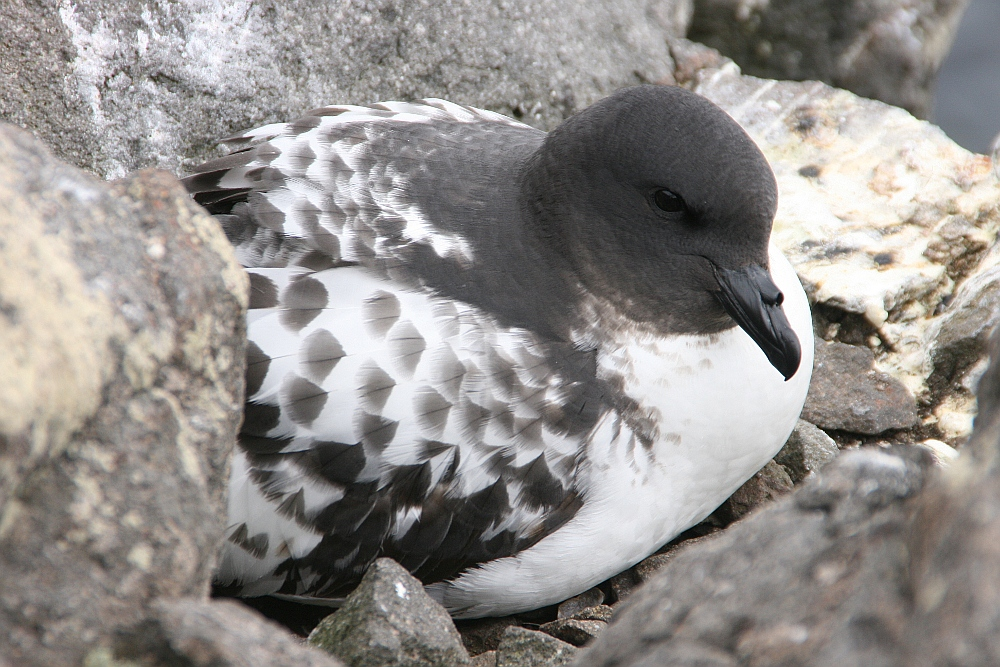
Пінтадо (острів Кінг-Джордж)

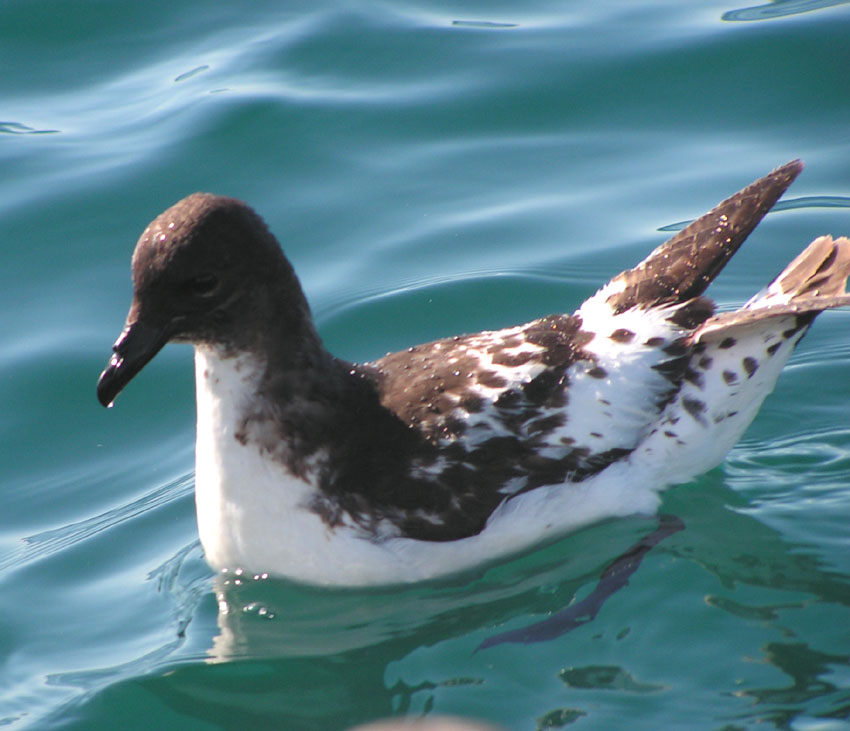
Пінтадо

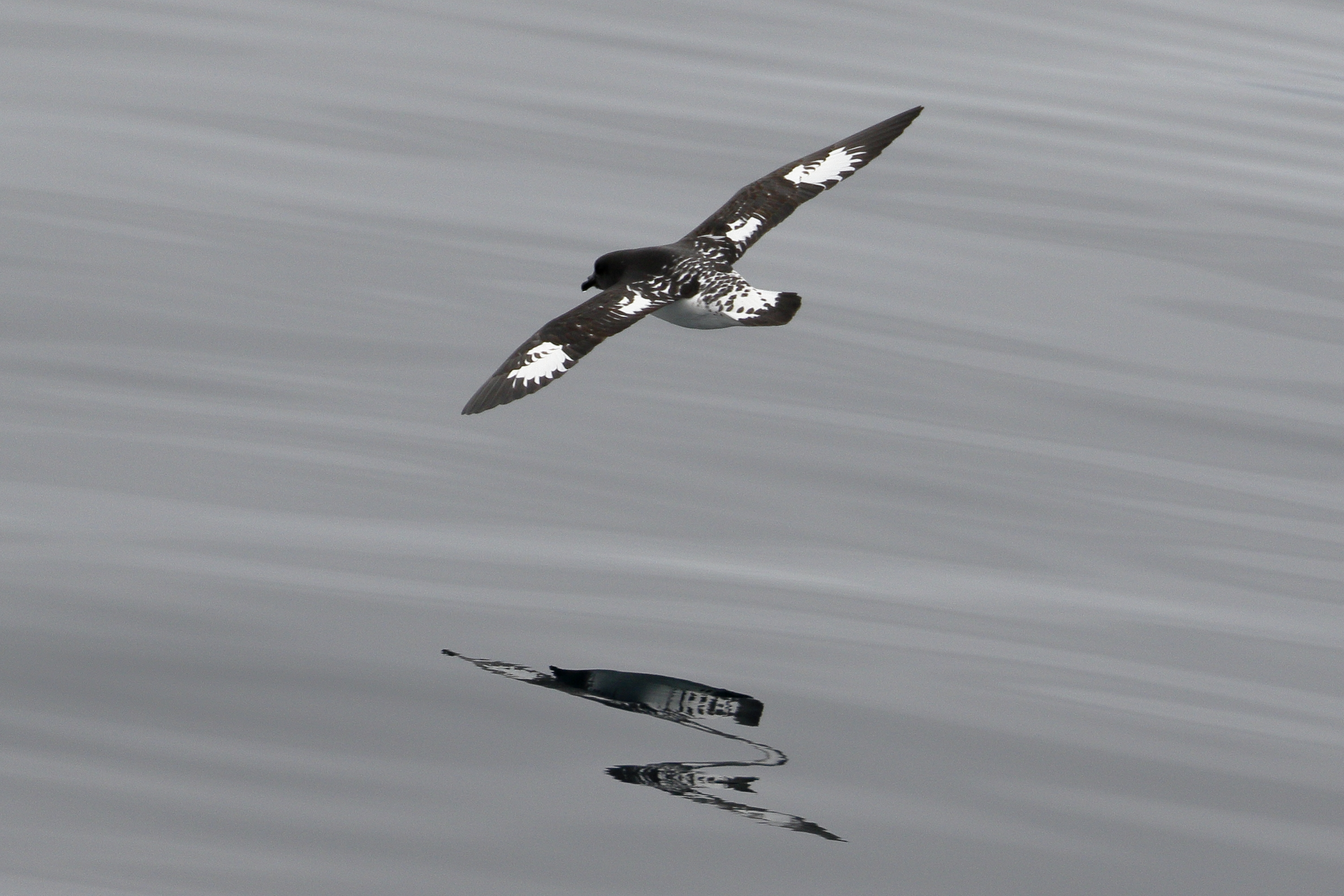
Пінтадо

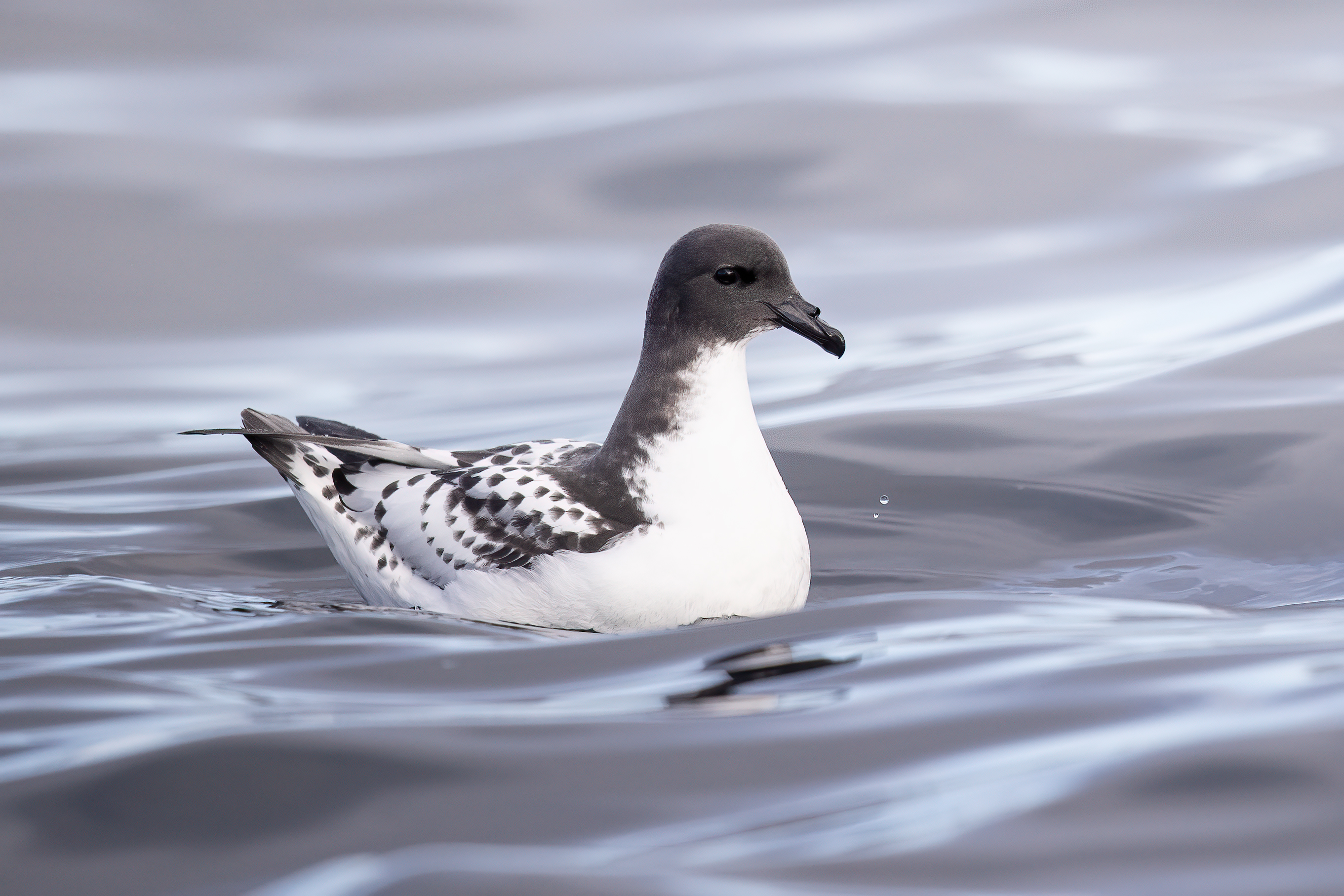
Пінтадо

Пінтадо — морський птах середнього розміру, середня довжина якого становить 35-40 см, розмах крил 80-90 см, вага 340—528 г. Виду не притаманний статевий диморфізм. Голова, шия і верхня частина спини чорні. Спина і верхня сторона крил чорно-білі, плямисті, на крилах великі білі плями, кінчики крил чорні. Надхвістя і верхня сторона хвоста білі, поцятковані чорними плямами, на кінці хвоста широка чорна смуга. Нижня частина тіла біла, нижня сторона крил біла з чорними краями. Дзьоб і лапи чорні.

## Підвиди
Виділяють два підвиди:
- D. c. capense (Linnaeus, 1758) — гніздяться на узбережжі Антарктиди та на островах Субантарктики (від Нової Джорджії до архіпелагу Кергелен, островів Герд і Маккуорі);
- D. c. australe Mathews, 1913 — гніздяться на субантарктичних островах Нової Зеландії (Чатем, Баунті, Баллені, Кемпбелл, острови Антиподів, Оклендські острови і острови Снерс[en]).

## Поширення і екологія
Пінтадо гніздяться на багатьох островах Антарктики та Субантарктики, основні місця їх гніздування знаходяться на Антарктичному півострові, на Новій Джорджії, на островах Баллені і Кергелен, а також на островах моря Скоша. Під час сезону розмноження вони зустрічаються у водах антарктичного шельфу, а взимку переміщуються на північ, досягаючи Анголи і Галапагоських островів. В цей період вони часто зустрічаються біля берегів Південної Африки і Південної Америки, де Бенгельські і Перуанські течії підіймають до поверхні холодні глибинні океанічні води, багаті на поживні речовини.
Пінтадо ведуть пелагічний спосіб життя, особливо взимку. Їх раціон на 40 % складається з ракоподібних, зокрема з криля, також ці птахи живляться рибою, кальмарами і падлом. Вони добувають їжу, хапаючи її з поверхні води, пірнаючи або фільтруючи морську воду. Пінтадо часто слідують за траулерами та іншими риболовецькими судами, утворюючи зграї. В морі ці птахи ведуть сере дуже агресивно, як по відношенню до своїх родичів, так і до інших птахів.
Пінтадо є моногамними птахами, гніздяться у листопаді-січні, утворюючи відносно невеликі колонії в тріщинах серед скель, на кам'янистому ґрунті або серед валунів, не далі, ніж за кілометр від моря. Гнізда робляться з гальки і розміщуються під скелею, що нависає над ним. Одне біле яйце розміром 53×38 мм відкладається в середині-наприкінці листопада, інкубаційний період триває 41-50 днів. Насиджують і самиці, і самці, змінюючи один одного через кілька днів. Після вилуплення, пташенята ще приблизно 10 днів зігріваються батьківським теплом, поки вони не стають достатьно великими, щоб самостійно регулювати температуру свого тіла. У березні, через 48-57 днів після вилуплення, пташенята покидають гніздо. Вони набувають статевої зрілості у віці 3 років, однак перше успішне розмноження вони зазвичай здійснюють у 6 років. Тривалість життя пінтадо становить 18 років.

## Збереження
МСОП класифікує цей вид як такий, що не потребує особливих заходів зі збереження. За оцінками дослідників, загальна популяція пінтадо становить понад 2 мільйони птахів.